# Bernhard Eisel

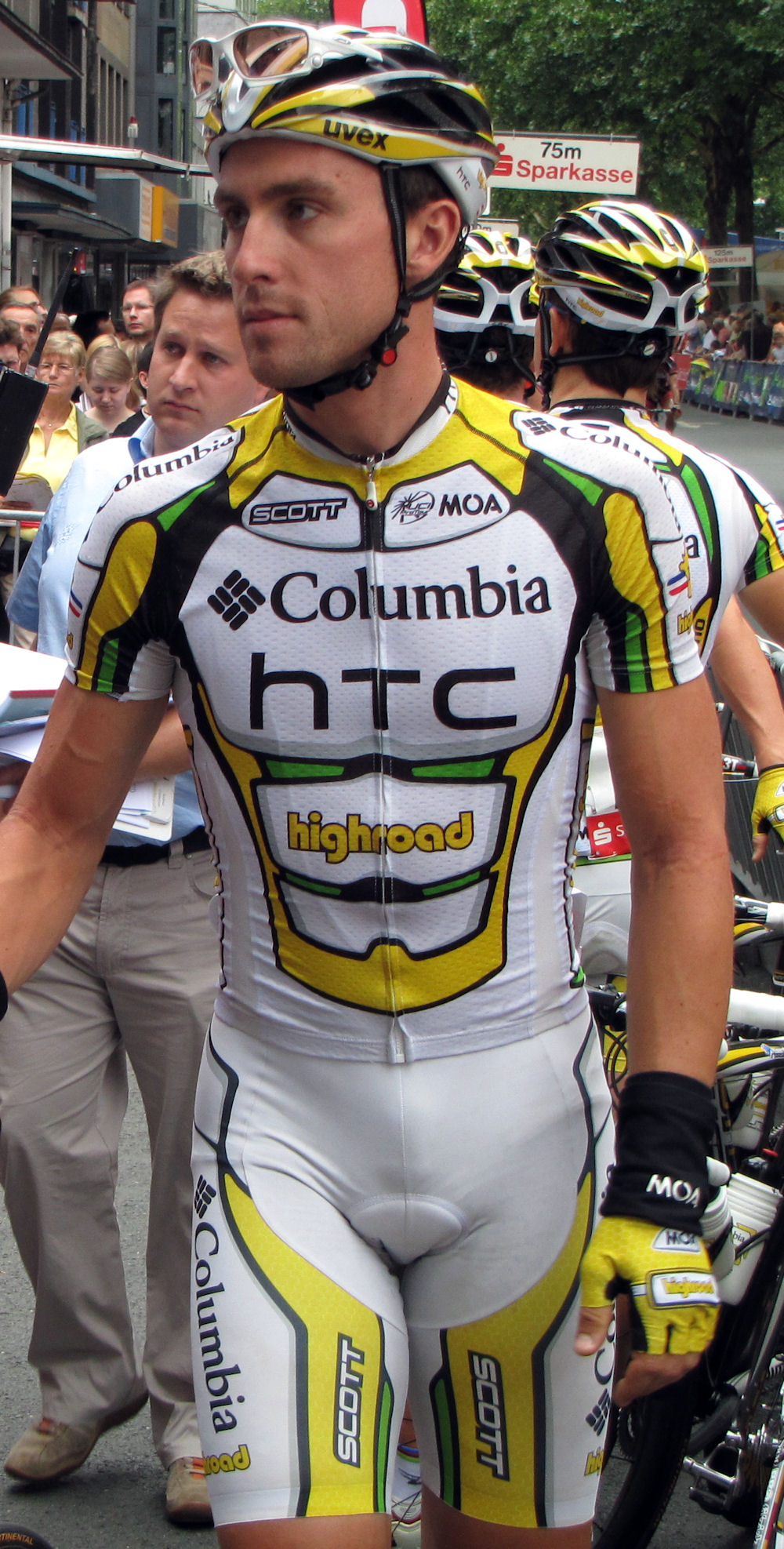
Bernhard Eisel i Team Columbia-HTC.

Bernhard Eisel, född 17 februari 1981 i Voitsberg, är en österrikisk professionell tävlingscyklist. 

## Ungdomsåren
Bernhard Eisel vann sin första tävling när han var 11 år. När han var 17 år flyttade han till Italien för att tävla med amatörlaget Rinascita Ormelle. Han bytte sedan lag till Gli Amici Piave, som var skapat av den italienska cyklisten Moreno Argentin. 

## Professionell
Eisel började tävla för det italienska cykelstallet Mapei under 2001 och blev därmed professionell. Under sitt första år som professionell slutade han tvåa på etapp 1 av Internationale Österreich-Rundfahrt. Under säsongen därpå slutade han på andra plats i Vuelta a Cuba efter stallkamraten Filippo Pozzato. Under 2002 vann Eisel också Radclassic-Gleisdorf i sitt hemland Österrike. 

### Française des Jeux
Eisel tävlade för fdjeux.com från 2003 till och med slutet av 2006. Under sitt första år i det franska stallet vann han etapp 2 av GP Erik Breukink, etapp 4 av Tour du Limousin och uppvisningsloppet Welser Sparkassen Innenstadt-Kriterium. Under nästa säsong vann han etapp 3 av det franska loppet Criterium des Espoirs och ett uppvisningslopp i Bad Ischl. Under 2005 vann Eisel etapper på GP Internacional Costa Azul, Volta ao Algarve och Schweiz runt. 
Eisel slutade tvåa på KBC Driedaagse van De Panne-Koksijde efter belgaren Leif Hoste under säsongen 2006. Under tävlingens gång vann han etapp 2 av tävlingen framför bland andra italienaren Danilo Napolitano. Under 2006 vann han också etapp 2 av Volta ao Algarve och etapp 4 av Tour of Qatar.

### T-Mobile Team
Från och med 2007 tävlade Eisel för det tyska UCI ProTour-stallet T-Mobile Team, sedan 2008 kallat Team Columbia. Som Team Columbia var stallet amerikansk-registrerat. Eisel etablerade sig snart som en av de viktigaste lagkamraterna till spurtaren Mark Cavendish genom att skydda honom under etapperna och framförallt göra det enkelt för Cavendish att vinna.
Under sin första säsong med det tyska stallet blev Eisel slutsegrare i Commerce Bank Triple Crown of Cycling 2007 efter att ha vunnit två deltävlingar och slutat trea i Philadelphia International Championship. Tidigare under säsongen 2007 vann han den andra etappen av Volta ao Algarve.
I februari 2008 vann Eisel den femte och sista etappen av Volta ao Algarve. Han gjorde också bra resultat i Katalonien runt med en andra respektive en tredjeplats på den första och på den tredje etappen. Eisel slutade trea på den amerikanska tävlingen Reading Classic efter Óscar Sevilla och Edvald Boasson Hagen. I juli var han med i Team Columbias lag till Tour de France. Säsongen 2008 var tuff för Eisel men han tog sin andra professionella seger för säsongen när han vann Paris-Bourges framför Cédric Pineau. Han vann också uppvisningsloppet Köflach under året.
Den 1 mars 2009 slutade Eisel tvåa på semiklassikern Kuurne-Bryssel-Kuurne bakom belgaren Tom Boonen. Senare under säsongen vann österrikaren etapp 2 av Schweiz runt med en liten marginal framför Gerald Ciolek och den tidigare världsmästaren Oscar Freire.
Eisel vann Gent-Wevelgem 2010 och tillsammans med Team Columbia-HTC vann han lagtempoloppet i Vuelta a Espana. Under säsongen 2011 tog han sin dittills bästa placering i ett monumentlopp, när han slutade på sjunde plats i Paris-Roubaix. Han slutade också på sjunde plats i Gent-Wevelgem och Paris-Roubaix.

### Team Sky
I slutet av 2011 blev det känt att HTC-Highroad skulle lägga ned och Eisel valde att följa med Mark Cavendish till Team Sky. Under sitt första år i stallet slutade han på tredje platsen i E3 Harelbeke bakom Tom Boonen och Oscar Freire.

## Privatliv
Bernhard Eisel är yngre bror till Arnold Eisel, som var professionell cyklist mellan 2000 och 2002.

## Meriter
2002
Solar - Radclassic - Gleisdorf
2003
etapp 2, GP Erik Breukink
etapp 4, Tour du Limousin
2004
etapp 3, Criterium des Espoirs
2005
etapp 1 och 4, Volta ao Algarve
etapp 1, Schweiz runt
etapp 4, Gran Prémio Internacional da Costa Azul
2006
etapp 4, Tour of Qatar
etapp 2, Volta ao Algarve
etapp 2a, KBC Driedaagse van De Panne-Koksijde
2:a, KBC Driedaagse van De Panne-Koksijde
2007
1:a, etapp 2, Volta ao Algarve
1:a sammanställning, Commerce Bank Triple Crown of Cycling
1:a, Lancaster Classic
1:a, Reading Classic
3:a, Philadelphia International Championship
2:a, etapp 3, Volta ao Algarve
2:a, etapp 3, Irland runt
2:a, etapp 4, Irland runt
2:a, etapp 1, Polen runt
3:a, etapp 3, Tour of Qatar
3:a, etapp 2, Irland runt
2008
1:a, etapp 5, Volta ao Algarve
1:a, Köflach
1:a, Paris-Bourges
2:a, etapp 1, Katalonien runt
3:a, etapp 4, Katalonien runt
3:a, Reading Classic
2009
1:a, etapp 1, Schweiz runt
2:a, Kuurne-Bryssel-Kuurne
2010
1:a Gent–Wevelgem
1:a, etapp 1 (TTT), Vuelta a España
2011
7:a Paris–Roubaix
7:a Gent–Wevelgem
2012
3:a E3 Harelbeke

## Stall
- Mapei-QuickStep 2001–2002
- FDJeux.com 2003–2004
- Française des Jeux 2005–2006
- T-Mobile Team 2007
- Team Columbia 2008–2011
- Team Sky 2012–